# Grigor Saaruni
Grigor Saaruni, ros. Григор Сааруни (ur. w 1913 r. w Persji, zm. w 1993 r. w USA) – radziecki filolog, kolaboracyjny dziennikarz podczas II wojny światowej, emigracyjny pisarz i działacz narodowy.
Po wybuchu I wojny światowej jego rodzice powrócili do rosyjskiej Armenii. W listopadzie 1920 r., po zajęciu Demokratycznej Republiki Armenii przez wojska bolszewickie, ojciec został aresztowany, zaś po wypuszczeniu na wolność w 1923 r. miał ograniczone prawa obywatelskie. Dlatego młody G. Saarunin był uczony w domu. Po upadku powstania antybolszewickiego w północnej części Armenii, którego jednym z przywódców był jego ojciec, przybył do Erywania, gdzie pod zmienionym nazwiskiem znalazł pracę w miejscowym uniwersytecie. W czerwcu 1935 r., wykorzystując znajomości dziadka, będącego profesorem uniwersyteckim, otrzymał dyplom dojrzałości, po czym we wrześniu tego roku rozpoczął studia filologiczne. W marcu 1937 r. rozpoczął z kolei studia doktoranckie. Jednakże po aresztowaniu jego dziadka w październiku tego roku, został wykluczony ze studiów doktoranckich, zaś od marca 1938 r. był zwykłym wykładowcą uniwersyteckim. Po ataku wojsk niemieckich na ZSRR 22 czerwca 1941 r., zmobilizowano go we wrześniu tego roku do Armii Czerwonej. Początkowo służył bez broni w oddziałach tyłowych, po czym skierowano go na przyspieszony kurs oficerski, który ukończył w stopniu podporucznika w grudniu. W styczniu 1942 r. został wysłany na front w składzie oddziału artylerii. Na pocz. maja tego roku dostał się do niewoli niemieckiej. Na pocz. 1943 r. podjął kolaborację z okupantami. Od kwietnia tego roku pracował w redakcji pisma „Chajastan”. W 1944 r. objął funkcję redaktora naczelnego pisma „Armianskaja nacyja”. W styczniu 1945 r. powrócił do redakcji poprzedniego pisma. Wkrótce został ewakuowany do zachodniej części Niemiec, zajętej przez Amerykanów. Po zakończeniu wojny przebywał w obozach dla uchodźców cywilnych. Uniknął deportacji do ZSRR, podając się za obywatela Iranu. Zamieszkał w Monachium. Od pocz. lat 50. współpracował z Instytutem Badań nad Historią i Kulturą ZSRR. Był autorem broszury pt. „Bor´ba armiansoj cerkwi protiw bolszewizma”. Występował z odczytami i wykładami na konferencjach naukowych i innych spotkaniach. Współtworzył Stowarzyszenie Bojowników Ormiańskich o Wolność, zostając jego przewodniczącym. Następnie był redaktorem naczelnym czasopisma literackiego „Zartonk”. Pod koniec życia wyemigrował do USA.